# Declaração de Independência da República Turca de Chipre do Norte
A declaração de independência da República Turca de Chipre do Norte foi a declaração unilateral de independência de Chipre do Norte da República de Chipre pelo parlamento turco-cipriota  em 15 de Novembro de 1983.
Oito anos depois de o Estado Federado Turco de Chipre ser proclamado (em 1975) a declaração de independência do Chipre do Norte foi apresentada ao parlamento turco-cipriota em Nicósia do Norte pelo líder turco-cipriota e presidente do Estado do Chipre do Norte, Rauf Denktash, em 15 de novembro de 1983. A declaração continha um texto defendendo os direitos humanos e um desejo de convivência pacífica  com a população greco-cipriota, terminando com uma declaração de que Chipre do Norte era um Estado independente e soberano, nomeando a entidade de República Turca de Chipre do Norte. O Parlamento turco-cipriota aprovou uma resolução unânime mais tarde naquele dia ratificando a declaração.

## Reações
O Conselho de Segurança das Nações Unidas emitiu duas resoluções (541 e 550) proclamando que a declaração unilateral de independência turco-cipriota era legalmente inválida e solicitando que nenhum outro Estado soberano deveria reconhecer a declaração e pedindo a sua retirada.
A Turquia reconheceu formalmente Chipre do Norte no dia da sua declaração de independência. 